# Zapadni Falkland
Zapadni Falkland (španjolski: Gran Malvina) je drugi otok po veličini na Falklandskom otočju, s površinom od oko 4 532 km² (5 413 km² ako se tome pribroje bliži manji otoci). To je brdoviti otok, odvojen od Istočnog Falklanda Falklandskim kanalom.

## Stanovništvo
Na otoku živi manje od 200(144) ljudi, uglavnom uz obalu. Najveće naselje je Port Howard na istočnoj obali, koji ima i malo travnato uzletiše. Ostala naselja (to su ustvari dvije, tri farme na okupu) su; Albermarle, Chartres, Dunnose Head, Fox Bay, Fox Bay West, Hill Cove, Port Stephens, i Roy Cove. Međusobno su povezana skromnim cestama, uzletištima ili morskim lučicama.

## Zemljopis i životinjske vrste
Zapadni Falkland je puno brdovitiji od obližnjeg Istočnog Falklanda; najveći planinski masiv je Hornby Hills, koji se proteže od sjevera do juga duž Falklandskog kanala. Planina Mount Adam, je najviša na otoku sa 700 mnv.
Glavna gospodarska aktivnost na otoku je uzgoj ovaca.
Ribarstvo je druga grana po važnosti, osobito uz rijeke Warrah i Chartres.
Životinjski svijet na otoku vrlo je oskudan. Autoktona vrsta malog vuka - warrah, loup-renard (vuk - lisica) kako ga je nazvao Louis Antoine de Bougainville, prvi naseljenik Falklanda, je istrijebljena, posljednji živi primjerak opažen je 1875. na Zapadnom Falklandu.
Na njega danas podsjeća samo ime otočke rijeke Warrah.
Otok je poznat po brojnim kolonijama pingvina, kormorana i morskih slonova, kojih ima na još uvijek netaknutim južnim obalama otoka.

## Povijest naseljavanja
Postoje priče prvih istraživača otoka da su pronašli ostatke čamaca, koji su vjerojatno bili od obližnjih indijanaca s Patagonije.
Kapetan John Strong na brodu Welfare se prvi iskrcao na Zapadni Falkland 29. siječnja, 1690. u zaljevu Bold Cove (po pisanim izvorima).
Još 1867. nije bilo naseljenika na Zapadnom Falklandu, zbog toga je guverner otočja objavio vrlo povoljne uvjete(u pogledu kupnje i zakupa zemlje) za buduće naseljenike. 1868. više nije bilo slobodne zemlje, pogodne za naseljavanje.
Na otoku danas postoje dvije izviđačke postaje Britanskog kraljevskog zrakoplovstva RAF: Mount Alice, blizu Port Albermarlea na jugu otoka, i Mount Byron na sjeveru. 
Od 2007. postoji trajektna linija između Zapadnog i Istočnog Falklanda, koja prometuje između luka Port Howard i New Haven.

### Otok za Falklandskog rata
Na Zapadnom Falklandu, odigrale su su neke bitke za Falklandskog rata 1982.; u Fox Bayu, Port Howardu i Pebble Islandu koji su zaposjele Argentinske trupe.

## Vanjske poveznice
- RAF danas